# Beeby
Beeby – wieś w Anglii, w hrabstwie Leicestershire, w dystrykcie Charnwood. Leży 9 km na północny wschód od miasta Leicester i 143 km na północny zachód od Londynu.